# Мохаммад, Сара
Сара Мохаммад (швед. Sara Mohammad; род. 1967) — шведская правозащитница и фармацевт иракско-курдского происхождения. Она попросила убежища в Швеции в качестве квотного беженца в 1993 году после того, как сбежала от свершения своего детского брака за день до свадьбы. Брат угрожал застрелить её, приставив к её голове автомат Калашникова. Мохаммад основала организацию Glöm Aldrig Pela-föreningen (GAPF — «Никогда не забудем Пелу») в 2001 году после убийства Пелы Атроши. После того, как Фадиме Шахиндал была убита в Уппсале в 2002 году, название организации изменено на «Никогда не забывайте Пелу и Фадиме» (швед. Glöm Aldrig Pela och Fadime). Организация ведёт кампанию против традиции «убийств чести».

## Биография
Сара Мохаммад родилась в Сулеймании, на севере Ирака, в 1967 году. В 1984 году, когда ей было 17 лет, она подверглась насилию и угрозам со стороны своего брата, когда отказалась вступить в детский брак. В результате ей пришлось бежать от своей семьи. Её собственный опыт способствовал её непрестанной борьбе против насилия и угнетения, связанных с понятием о чести, как в Курдистане, так и в Швеции. В 2001 году она основала организацию «Gapf» для борьбы с насилием, связанных с честью. Активное сотрудничество «Gapf» со шведскими властями и администрацией провинции Эстергётланд с 2005 года активизировало усилия по предотвращению насилия в защиту чести, принудительных браков и калечащих операций на женских половых органах. В марте 2017 года факультет медицины и медицинских наук Линчёпингского университета присудил ей почётную докторскую степень за её «бесстрашную приверженность правам девочек и молодых женщин», а также за её борьбу за предотвращение женского обрезания.
Несмотря на все её усилия, Мохаммад не верит, что ситуация в Швеции улучшается. «События, которые попадают в поле зрения властей, — это только верхушка айсберга: мы получаем гораздо более полную картину в „Gapf“. Девочки и женщины подвергаются все большим ограничениям и допросам… Маленькие девочки в детском саду вынуждены носить головные платки, чтобы прикрыть свои волосы: они становятся сексуальными объектами даже в очень юном возрасте».